# Benzoyloxygruppe

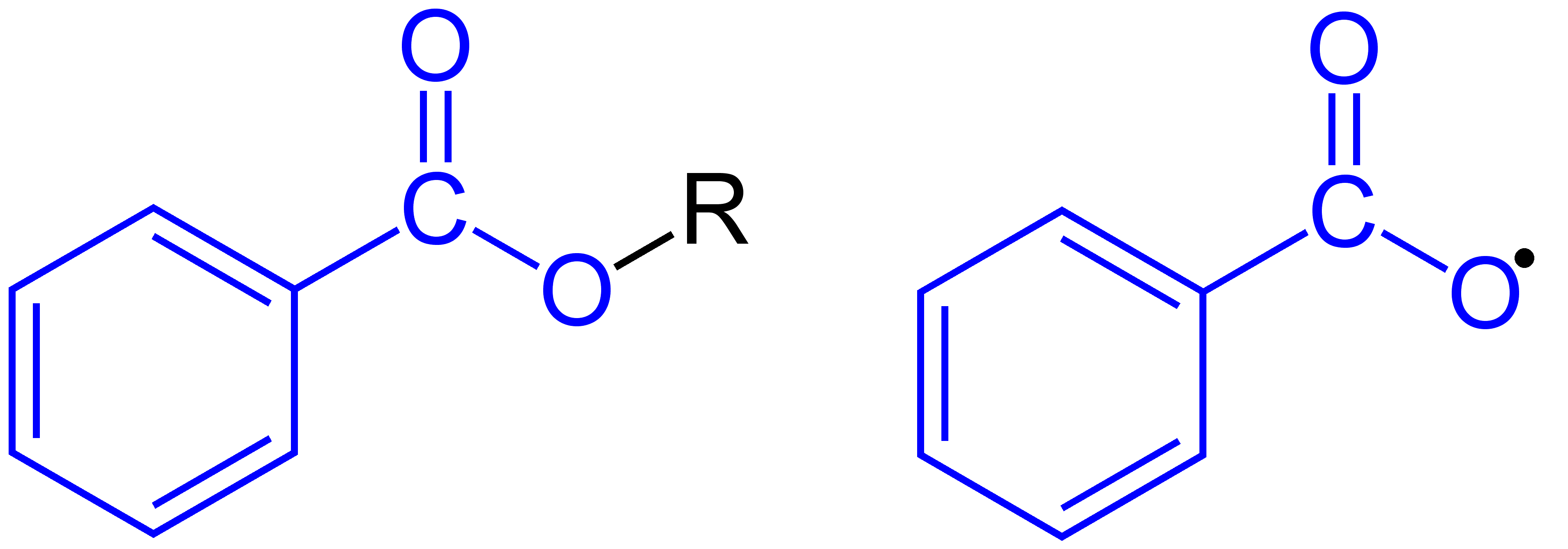
Benzoyloxygruppe (blau) als Teil eines Moleküls (links) und als Benzoyloxyradikal (rechts).

Als Benzoyloxygruppe bezeichnet man in der organischen Chemie den Rest C6H5–(C=O)–O–, der aus der Phenylgruppe und der Carboxygruppe zusammengesetzt ist und damit von der Benzoesäure abgeleitet ist.
Benzoyloxygruppen findet man z. B. in Estern und Peroxiden, wie Dibenzoylperoxid.
Die Benzoyloxygruppe sollte nicht mit der Benzoylgruppe verwechselt werden, die ein Sauerstoffatom weniger enthält.